# Roger Browne
Pour les articles homonymes, voir Browne.
Roger Browne est un acteur américain, né le 13 avril 1930 à Cincinnati (Ohio) et mort le 11 octobre 2024 à Burbank (Californie).
Il est connu pour avoir tourné dans des péplums et des films d'espionnage très populaires en Europe dans les années 1960 et 1970.

## Biographie
De 1960 à 1980, Roger Browne a vécu à Rome et joué dans des films dans toute l'Europe. Il a eu des rôles dans plus de 30 films et séries de télévision et a doublé plus de 800 films. Il a travaillé avec Franco Nero, Sophia Loren, Luciano Salce, Anthony Quinn, Vittorio Gassman, Ernest Borgnine, Rita Tushingham, Richard Lester, les Frères Taviani, Yoko Tani, Gordon Mitchell, Charlie Fawcett et Jayne Mansfield.

## Filmographie partielle
- 1962 : La Vengeance du colosse (Marte, dio della guerra) de Marcello Baldi
- 1962 : C'est arrivé à Athènes (It Happened in Athens) d'Andrew Marton
- 1962 : Ponce Pilate (Ponzo Pilato) de Gian Paolo Callegari
- 1964 : La Vengeance de Spartacus (La vendetta di Spartacus) de Michele Lupo
- 1965 : Super 7 appelle le Sphinx ( Superseven chiama Cairo) d'Umberto Lenzi
- 1966 : Des fleurs pour un espion (Le spie amano i fiori) d'Umberto Lenzi
- 1966 : Du rififi à Amsterdam de Sergio Grieco
- 1966 : L'agent Gordon se déchaîne (Password : Uccidete agente Gordon) Therence Hathaway
- 1967 : Quatre malfrats pour un casse (Assalto al tesoro di stato)  de Piero Pierotti
- 1968 : Samoa, fille sauvage (Samoa regina della giungla) de James Reed
- 1973 : La Vie sexuelle dans les prisons de femmes (Diario segreto da un carcere femminile) de Rino Di Silvestro
- 1973 : L'Emprise de la main noire (La mano nera) d'Antonio Racioppi
- 1977 : Black Emanuelle en Amérique (Emanuelle in America) de Joe D'Amato